# Lee Yul-eum
Lee Yul-eum (이열음?, I YeoleumLR, I YŏrŭmMR; Seul, 16 febbraio 1996) è un'attrice sudcoreana.

## Filmografia

### Cinema
- Jeon San Neomeo (저 산 너머?), regia di Choi Jong-tae (2020)
- Seo-ulgoedam (서울괴담?), regia di Hong Won-ki (2022)
- Emergency Declaration (비상선언?), regia di Han Jae-rim (2022)

### Televisione
- Deo isang-eun mot cham-a (더 이상은 못 참아?) – serie TV (2013)
- Sonyeon, sonyeoreul dasi mannanda (소년, 소녀를 다시 만나다?) – film TV (2013)
- Junghaksaeng A-yang (중학생 A양?) – film TV (2014)
- Gogyocheose-wang (고교처세왕?) – serie TV (2014)
- Ihonbyeonhosaneun yeonaejung (이혼변호사는 연애중?) – serie TV (2015)
- Gajog-eul jikyeora (가족을 지켜라?) – serie TV (2015)
- Ma-eul - Achi-ara-ui bimil (마을 - 아치아라의 비밀?) – serie TV (2015)
- Monster (몬스터?) – serie TV (2016)
- Aeganjang (애간장?) – serie TV (2018)
- Dae Jang-geum-i bogo-itda (대장금이 보고있다?) – serie TV (2018-2019)
- Eomma-ui se beonjjae gyeolhon (엄마의 세 번째 결혼?) – film TV (2018)
- Gantaek - Yeon-indeur-ui jeonjaeng (간택 - 여인들의 전쟁?) – serie TV (2019)
- Touch (터치?) – serie TV (2020)
- Nevertheless (알고있지만,?) – serie TV (2021)
- The 8 Show (더 에이트 쇼?) – serie TV (2024)

## Riconoscimenti
- Blue Dragon Series Award
  - 2024 – Candidatura Miglior attrice emergente per The 8 Show[3]
- MBC Drama Award
  - 2016 – Candidatura Miglior attrice emergente per Monster[4]
- MBC Entertainment Award
  - 2018 – Candidatura Miglior emergente donna dell'anno nella categoria musica/talk per Dae Jang-geum-i bogo-itda[5]
- SBS Drama Award
  - 2015 – Premio astro nascente per Ma-eul - Achi-ara-ui bimil[6]